# Rutela lineola
Rutela lineola är en skalbaggsart som beskrevs av Carl von Linné 1767. Rutela lineola ingår i släktet Rutela och familjen Rutelidae. Inga underarter finns listade i Catalogue of Life.